# باربارا باک
 باربارا باک (انگلیسی: Barbara Bach؛ زادهٔ ۲۷ اوت ۱۹۴۷) بازیگر و مدل اهل آمریکا است.
از فیلم‌های معروف او می‌توان به بازی در فیلم مرد هوسران، جاسوسی که دوستم داشت، یگان ۱۰ از ناوارون، بطن سیاه رتیل، رودخانه تمساح بزرگ، جزیره مردان ماهی‌نما، انسان‌نما، سلامم را به برود استریت برسانید و نادیده اشاره کرد.